# Jane Wenham (presunta bruja)
Jane Wenham (fallecida en 1730) fue una de las últimas personas en ser condenadas a muerte por brujería en Inglaterra, aunque su condena fue anulada. Su juicio en 1712 es generalmente pero erróneamente considerado el último juicio por brujería en Inglaterra.

## Trasfondo
Wenham, una viuda de Walkern, Hertfordshire, presentó un cargo de difamación contra un granjero, en respuesta a una acusación de brujería. El juez de paz local, Sir Henry Chauncy remitió el asunto al reverendo Gardiner, el rector de Walkern. Fue premiada con un chelín, aunque se le aconsejó ser menos discutidora. Decepcionada con este resultado, se informó que habría dicho que tendría justicia "de otra manera". Supuestamente embrujaría a Ann Thorne, una criada de la rectoría.

## Juicio
Una orden de arresto contra Wenham fue emitida por Sir Henry Chauncy, que dio instrucciones para que fuera cacheada en busca de "marcas de bruja". Ella solicitó someterse a alguna prueba que pudiera mostrar su inocencia para evitar ser detenida, como una prueba del agua, sin embargo, solo se le pidió que recitara el Padrenuestro.
La acusada fue llevada ante Sir John Powell en el Tribunal de lo penal de Hertford el 4 de marzo de 1712. Varios aldeanos dieron testimonio de que Wenham practicaba la brujería. El juez se mostró claramente más escéptico que el jurado ante las pruebas presentadas. Cuando se hizo una acusación de que volaba en la noche, el juez señaló que volar, per se, no era un delito.
Algunos historiadores como Keith Thomas han sugerido, tomando este caso como ejemplo, que había generalmente una diferencia de actitudes hacia la supuesta brujería entre personas educadas y menos educadas, siendo estos últimos más crédulos. Sin embargo, el caso Wenham es más complicado que lo que esta distinción podría implicar, ya que Henry Chauncy, por ejemplo, era un caballero bien educado. La motivación de Chauncy ha sido objeto de especulación. Ian Bostridge, uno de los estudiantes de Keith Thomas, ha argumentado que en el caso hubo involucradas cuestiones políticas.

## Años finales

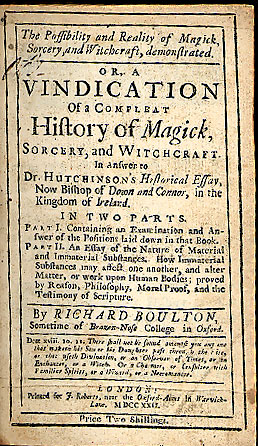
Portada de un libro de Richard Boulton, una "respuesta" al ensayo de Francis Hutchinson.

Wenham fue sacada de su aldea por su propia seguridad.
En sus últimos años, fue visitada por el obispo Francis Hutchinson (1660–1739), autor de Un ensayo histórico sobre la brujería (1718) en el que aplicó un enfoque extremadamente racional al tema. Hutchinson, que había conocido a otros supervivientes de la caza de brujas, consideraba su persecución como una superstición tory.

## Otros casos
Según el Dictionary of National Biography, Jane Wenham fue la última persona condenada por brujería en Inglaterra.
Sin embargo, juicios y ejecuciones por brujería todavía continuaron en Inglaterra después del caso Wenham. Uno de ellos implicó a Mary Hickes y su hija de nueve años Elizabeth, que fueron condenadas a muerte por el tribunal de lo penal (Assize) y ahorcadas en Huntingdon el sábado 28 de julio de 1716.

## Relatos contemporáneos
El juicio causó sensación en Londres, donde editores como Edmund Curll vendieron material proclamando la inocencia o la culpabilidad de Wenham.  
Uno de los testigos en el juicio, Francis Bragge, publicó tres panfletos sobre el caso, incluyendo Un relato completo e imparcial del descubrimiento de la hechicería y brujería practicadas por Jane Wenham de Walkerne en Hertfordshire.